# ميخائيل بيتون
ميخائيل بيتون (بالعبرية: מיכאל ביטון‏) هو ناشط إسرائيلي، ولد في يناير 1970 في يروحام في إسرائيل.